# Beauty Killer
Beauty Killer ist das Debüt-Studioalbum des US-amerikanischen Songwriters Jeffree Star, veröffentlicht am 22. September 2009 bei Popsicle Records durch die Independent Label Group, eine Abteilung der Warner Music Group. Das Album wurde überwiegend von God’s Paparazzi produziert und stieg auf Platz zwei in den Billboard Top Heatseekers Charts ein.
Im September 2024 kündigte Star eine 15-jährige Jubiläumsausgabe des Albums mit einer Wiederveröffentlichung auf CD, Vinyl und in digitalen Formaten an. Das Album erhielt ein neues Cover und drei neue Songs: Hi, How Are Ya?, Red Lipstick (feat. Yelawolf), und Beauty Killer (Wyoming Edition).

## Hintergrund
Ende 2007 wurde angekündigt, dass die Aufnahmen für Stars erstes Studioalbum im Gange sind. Er sagte, die neuen Songs seien „sexier“, manche „männlicher“ und in einigen schreie er sein Herz aus. Star sagte auch, dass er mit diesem Album viele Rockelemente, gemixt mit Dance und eine völlig neue Art verbindet, die nie jemand zuvor gehört hat.
„Beauty Killer ist meine Art 'Fuck You' zu jedermanns Vorstellung, für was „Beauty“ steht, zu sagen.“
Das Album wurde von Lester Mendez, 3OH!3's Nathaniel Motte, Luke Walker (eher bekannt unter seinem Pseudonym God's Paparazzi), Simon Wilcox, und Oh, Hush! produziert.

### Artwork
Das Foto für das Albumcover, eingeschlossen alle Fotos in dem Albumheft, bis auf zwei Ausnahmen von Austin Young, wurden von der Tätowiererin und Freundin, Kat Von D geschossen. Das Layout und Design wurde von Sons of Nero erstellt.

### Arbeitstitel
- Der Song „Fame & Riches, Rehab Bitches“ hatte den Arbeitstitel „Demonically Broken“.
- Der Song „Get Physical“ hatte den Arbeitstitel „Physical“.
- Der Song „Prisoner“ hatte den Arbeitstitel „Delicately Destroyed“.

## Veröffentlichung und Promotion
Die erste Ankündigung von Beauty Killer erwähnte eine Veröffentlichung im Frühling 2008. Jedoch wurde das Veröffentlichungsdatum später auf Sommer 2009 verschoben, inzwischen veröffentlichte er seine zweite EP Cupcakes Taste Like Violence. In einem Interview mit OrangeCounty.com, bezüglich des Veröffentlichungsdatum des Albums, erklärte Star, dass der Grund für die mehrfachen Verschiebungen wäre, dass er, wegen einer „Anklage von unerlaubtem Waffenbesitz“, ein wenig Zivildienst abgeleistet habe.
Um das neue Album zu bewerben und den Fans etwas zu geben, um die Zeit zu überbrücken, bis die erste Single des Albums am 21. April 2009 veröffentlicht wurde, publizierte Star ein Remix-Cover des Songs Boom Boom Pow von den Black Eyed Peas, das als Gratis-Download angeboten wurde. „Bitch, Please!“ wurde auch Ende August als Stream auf Stars MySpace-Seite verfügbar gemacht. Kurz danach gefolgt von „Fame & Riches, Rehab Bitches“, das sein Debüt auf Stars PureVolume-Seite im September feierte. Am nächsten Tag gab Star „Louis Vuitton Body Bag“ auf seinem YouTube-Kanal frei. Das gesamte Album war als Stream auf seiner Myspace-Seite am 19. September 2009 verfügbar.
Star spielte auf der „Warped Tour 2009“, gefolgt im Verlauf des Sommers vom Amerika-Abschnitt seiner „I'm-Pregnant,-Let's-Party“-Tour. Kurz nachdem das Album veröffentlicht worden war, kündigte Star ein zweiwöchige Winter-Tour in Nordamerika an: „I'm Cold, Keep Me Warm… Bitch!“. Jedoch wurde die Tour abgesagt, aus persönlichen Gründen in seiner Familie, die außer Kontrolle geraten seien. Star begann eine Welttour mit dem Titel: „2 Drunk 2 Fuck 2010“, wo er „überall hingehen wird … und ja, das bedeutet Europa und Australien“. Dies war seine erste Titeltour, die er für das neue Album spielte.
Ursprünglich war ein Musikvideo für „Prisoner“ im September 2009 geplant. Seitdem wurde es mit „Get Away With Murder“ ersetzt, das am 7. November 2009 gedreht wurde. Das Video feierte seine Premiere auf der Hauptseite von MySpace am 23. Januar 2010. Star bestätigte, dass es ein Musikvideo für „Beauty Killer“ geben wird.

## Singles
- „Prisoner“ ist die erste Single des Albums, produziert von Gods Paparazzi. Der Song wurde erstmals live auf Stars „I'm Pregnant, Let's Party! European Tour“, 2009 im Vereinigten Königreich vorgestellt. Es wurde dann später auf seinem Myspace-Profil am 1. Mai 2009 veröffentlicht, wo es fast 1.000.000 Abrufe über das Wochenende erhielt. Ein Musikvideo für den Song, von Robert Hales, war ursprünglich geplant. Jedoch wurde beschlossen, dass es nicht gedreht wird.

- „Love Rhymes With Fuck You“ ist die zweite Single des Albums, produziert von Gods Paparazzi. Der Song wurde auf Stars YouTube-Kanal erstmals gezeigt und als Download am 30. Juni 2009 veröffentlicht. Das Lied war ursprünglich von Amanda Amaru und trug den Titel „Dangerous“; Stars Version des Liedes ist lauter und aggressiver, außerdem enthält diese Version anstößigen Inhalt.

## Formate und Songs

### Standard-Edition
| Titel                                                     | Länge | Autor(en)                                                 | Produzent(en)                               |
| --------------------------------------------------------- | ----- | --------------------------------------------------------- | ------------------------------------------- |
| Get Away With Murder                                      | 3:42  | Jeffree Star, Luke Walker, Ollie Goldstein                | God's Paparazzi                             |
| Prisoner                                                  | 3:50  | Jeffree Star, Luke Walker                                 | God's Paparazzi, Oligee                     |
| Louis Vuitton Body Bag (featuring Matt Skiba)             | 3:14  | Jeffree Star, Luke Walker                                 | God's Paparazzi                             |
| Beauty Killer                                             | 3:45  | Jeffree Star, Sami Diament, Sarah Hudson                  | FUTRLVRS                                    |
| Electric Sugar Pop                                        | 3:17  | Jeffree Star, Oh, Hush!                                   | Oh, Hush!, God's Paparazzi                  |
| Love Rhymes With Fuck You                                 | 4:01  | Jeffree Star, Luke Walker, Robert Amaru III, Amanda Amaru | God's Paparazzi                             |
| Bitch, Please!                                            | 3:16  | Jeffree Star, Nathaniel Motte, Simon Wilcox               | Nathaniel Motte, Simon Wilcox               |
| Lollipop Luxury (featuring Nicki Minaj)                   | 3:37  | Jeffree Star, Nico Hartikainen, Nicki Minaj               | Smile Future                                |
| Get Physical                                              | 3:08  | Jeffree Star, Lester Mendez, Simon Wilcox                 | Lester Mendez                               |
| Fame & Riches, Rehab Bitches (featuring Breathe Carolina) | 3:08  | Jeffree Star, Tommy Coops, Andrew Pour                    | Tommy Coops, God's Paparazzi, Heather Peggs |
| Fresh Meat                                                | 2:56  | Jeffree Star, Nathaniel Motte, Simon Wilcox               | Nathaniel Motte, Simon Wilcox               |
| Queen of the Club Scene                                   | 3:46  | Jeffree Star, P. Meese                                    | God's Paparazzi                             |

### Special Edition
Auf der Special Edition sind 3 zusätzliche Tracks enthalten:
1. Gorgeous – 2:41
2. Party Crusher – 3:47
3. God Hates Your Outfit – 3:15

### Outtakes
- Blush
- MissBehavin
- Size of Your Boat
- Take A Bite

## Mitwirkende
- Jeffree Star – Gesang

Zusätzliche Musiker
- Breathe Carolina – zusätzliche Stimme in „Fame & Riches, Rehab Bitches“
- Kyle Castellani – zusätzliche Stimme in „Fresh Meat“
- Sarah Hudson – zusätzliche Stimme in „Bitch, Please!“
- Nicki Minaj – zusätzliche Stimme in „Lollipop Luxury“
- Oh, Hush! – zusätzliche Stimme in „Electric Sugar Pop“
- Matt Skiba – zusätzliche Stimme in „Louis Vuitton Body Bag“
- Simon Wilcox – zusätzliche Stimme in „Bitch, Please!“, „Get Physical“ und „Fresh Meat“

Andere
- Phil Margaziotis – Toningenieur für „Bitch, Please!“, „Get Physical“ und „Fresh Meat“

## Aufnahmeorte
- „Get Away With Murder“, „Prisoner“ und „Louis Vuitton Body Bag“ wurden in den Mad Dog Studios in Burbank, Kalifornien aufgenommen.
- „Beauty Killer“ wurde in den UVS Labs in Los Angeles, Kalifornien aufgenommen.
- „Electric Sugar Pop“ wurde bei Pulse Recording in Silver Lake, Kalifornien und Chicago, Illinois aufgenommen.
- „Love Rhymes With Fuck You“, „Fame & Riches, Rehab Bitches“ und „Queen Of The Club Scene“ wurden bei Pulse Recording in Silverlake, California aufgenommen.
- „Bitch, Please!“ „Get Physical“ und „Fresh Meat“ wurden in den EMI Publishing Studios in Santa Monica, Kalifornien aufgenommen.
- „Lollipop Luxury“ wurde bei The Tree Fort und Sound City in Los Angeles, California und Hot Beats in Atlanta, Georgia aufgenommen.